# Kanton Pont-d'Ain
Pont-d'Ain is een kanton van het Franse departement Ain. Het kanton maakt deel uit van de arrondissementen Bourg-en-Bresse (4) en Nantua (20).

## Gemeenten
Het kanton Pont-d'Ain omvatte tot 2014 de volgende 11 gemeenten:
- Certines
- Dompierre-sur-Veyle
- Druillat
- Journans
- Neuville-sur-Ain
- Pont-d'Ain (hoofdplaats)
- Priay
- Saint-Martin-du-Mont
- Tossiat
- La Tranclière
- Varambon

Na de herindeling van de kantons bij decreet van 13 februari 2014, met uitwerking op 22 maart 2015, omvat het volgende 24 gemeenten:
- Bolozon
- Boyeux-Saint-Jérôme
- Ceignes
- Cerdon
- Challes-la-Montagne
- Dortan
- Izernore
- Jujurieux
- Labalme
- Leyssard
- Matafelon-Granges
- Mérignat
- Neuville-sur-Ain
- Nurieux-Volognat
- Peyriat
- Poncin
- Pont-d'Ain
- Priay
- Saint-Alban
- Saint-Jean-le-Vieux
- Samognat
- Serrières-sur-Ain
- Sonthonnax-la-Montagne
- Varambon